# Balles perdues (bande dessinée)
Pour les articles homonymes, voir Balles perdues.
Balles perdues est un album de bande dessinée français adapté par Matz d'un scénario original de Walter Hill et dessiné par Jef, édité en 2015 par Rue de Sèvres.

## Genèse de l'album
Matz et Walter Hill se rencontrent en 2011, lors du tournage du film Du plomb dans la tête, que ce dernier adapte de la bande dessinée du même nom scénarisée par Matz et sortie entre 2004 et 2006. À la demande de Matz, le réalisateur propose au scénariste un scénario original, initialement baptisé Hood, en vue de l'adapter en bande dessinée.

## Réception
L'album reçoit plusieurs critiques positives lors de sa sortie. Olivier Mimran de dBD juge que « même s'il enchaîne les clichés, on s'en régale comme un gamin devant un bon vieux film de gangsters hollywoodien. Sans états d'âme ».

Planètebd.com évoque « un polar pur et dur, qui sent bon le soufre, les balles qui sifflent et les femmes bien carrossées » : 

« Matz est ici fidèle à l'ambiance sombre et sanglante que l'on retrouve dans les films de Hill. Il injecte en prime sa verve narrative, avec des phrases percutantes dont il a le secret (...) Au dessin, on retrouve un Jef bien inspiré, qui alterne les cases larges et pleines avec des décors sublimement restitués (Monument Valley, Dowtown L.A.) et les plans serrés, le tout dans une ambiance chromatique sépia. »

Pour le site BD Gest', « avec une ambiance de plomb palpable, un « héros » charismatique et une dose de romantisme, Balles perdues est un hommage des plus réussis à la série noire ».
Actuabd.com considère que « si la trame de ce polar crépusculaire reste classique, les décors et les ambiances très cinématographiques saisissent dès la première lecture. En associant cette idée de contrat à celle du thème de la vengeance, l'histoire de ce tueur froid et taciturne au look inspiré du Delon des meilleurs films de Melville devient très vite captivante ».